# 利涅罗勒 (奥德省)
利涅罗勒（法語：Lignairolles，法語發音：[liɲɛʁɔl] ⓘ）是法国奥德省的一个市镇，位于该省西部，属于利穆区。

## 地理
利涅罗勒（43°5'50"N, 1°59'38"E）面积7.31 平方千米，位于法国奧克西塔尼大區奥德省，该省份为法国南部沿海省份，北起塔恩省，西北接上加龙省，西接阿列日省，南至东比利牛斯省，东临地中海，东北与埃罗省接壤。
与利涅罗勒接壤的市镇（或旧市镇、城区）包括：埃斯克扬斯和圣瑞斯特德贝朗加尔、塞尼亚朗斯、瓦勒德朗布罗讷。

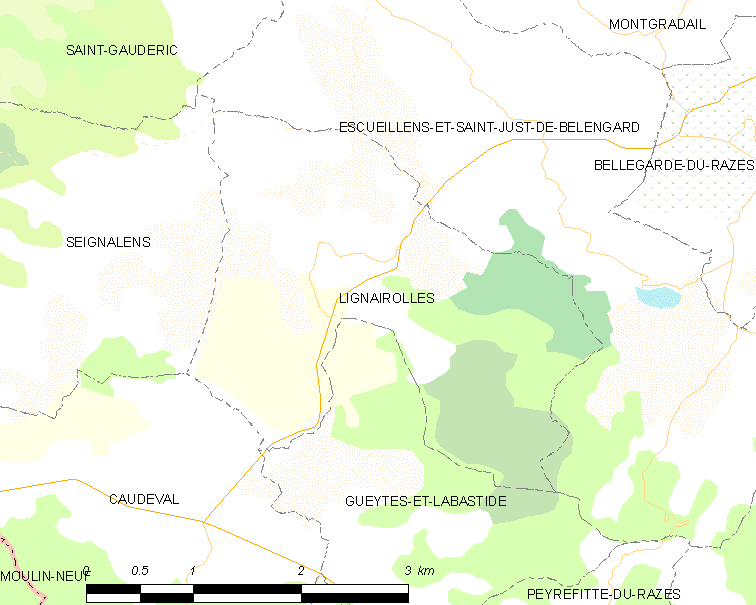
的OSM定位图

利涅罗勒的时区为UTC+01:00、UTC+02:00（夏令时）。

## 行政
利涅罗勒的邮政编码为11240，INSEE市镇编码为11204。

## 政治
利涅罗勒所属的省级选区为拉皮耶日欧拉泽斯县。

## 人口

1962-2008年间人口变化图示

利涅罗勒于2022年1月1日时的人口数量为34人。